# 雪印惠乳業
雪印惠乳業（日语：／ Yukijirushi Megu miruku */?；或譯為雪印惠乳；東證1部：2270）是一家以製販乳製品為中心的日本食品公司，於2009年由雪印乳業、日本牛奶社區（通稱Megmilk／惠乳）兩家公司整合而成。

## 歷史
以雪印乳業為中心、在日本乳業市場有著高市佔率的雪印集團，在2000年與2004年先後發生集體食物中毒事件（雪印乳業爆發）以及牛肉偽裝事件（雪印乳業子公司雪印食品爆發），連帶重創整個雪印集團的商譽。為免集團旗下其他公司遭受牽連，雪印食品於2002年4月30日結束營業，雪印乳業的市乳（市販乳品）部門則連同其他兩家製乳業者的市乳部門於2003年1月1日整併為獨立公司「日本牛奶社區」，雪印集團事實上面臨解體。
2009年，受到乳價高漲的影響，雪印乳業與日本牛奶社區於2009年1月27日宣布進行經營統合：兩家公司於同年10月1日，以共同股權轉讓的方式成立「雪印惠乳業」做為共同的控股公司，雪印乳業與日本牛奶社區則成為雪印惠乳業的全資子公司。
2010年10月14日，雪印惠乳業宣布將於2011年4月將雪印乳業、日本牛奶社區吸收合併。2011年4月1日，雪印乳業與日本牛奶社區正式併入雪印惠乳業，做為事業公司的雪印惠乳業正式起步。
2012年11月13日，雪印惠乳業與協同乳業達成資本、業務合作的協議，雪印惠乳業取得協同乳業約20%的股權，成為雪印惠乳業的準子公司（持分法適用關聯會社）。

## 外部鏈結
- 雪印惠乳業 （页面存档备份，存于） （日語）（英文）
- 台灣雪印 （页面存档备份，存于） （繁體中文）
- 雪印惠乳業的X（前Twitter） （日語）